# Orle (powiat grudziądzki)
Orle – wieś w Polsce położona w województwie kujawsko-pomorskim, w powiecie grudziądzkim, w gminie Gruta. 

## Podział administracyjny
| SIMC            | Nazwa            | Rodzaj                |
| --------------- | ---------------- | --------------------- |
| 0844637 0844643 | Podgórze Karasek | część wsi osada leśna |

W latach 1975–1998 miejscowość należała administracyjnie do województwa toruńskiego.

## Demografia
Wieś według Narodowego Spisu Powszechnego (III 2011 r.) zamieszkiwało 297 mieszkańców. Jest dziesiątą co do wielkości miejscowością gminy Gruta.

## Zabytki
Według rejestru zabytków NID na listę zabytków wpisany jest park dworski z pocz. XX w., nr rej.: 519 z 16.02.1987.